# 山田十竹
山田 十竹（やまだ じっちく、天保4年12月9日（1834年1月18日） - 明治34年（1901年）8月26日）は、江戸時代末期から明治時代の儒学者、漢学者、教育者。名は浩（ひろし）、字は養吉（ようきち）。号の「十竹」は広島城郭内の自宅に十数本の竹が植えられていたことによる。墓は広島市の比治山共同墓地（現：南区）。

## 生涯
天保4年12月9日広島藩士山田三太の長男として生まれる。広島藩校学問所（現：修道中学校・高等学校）に入り、11歳で坂井虎山に、13歳で金子霜山に師事する。寛永元年（1848年）（16歳）で学問所句読師に就任し3人扶持となる。寛永4年（1851年）（19歳）学問所教授に就任。文永3年（1863年）広島藩主浅野茂長が公武合体の協議のため京都で諸藩主と会合を開くにあたり、執政辻将曹に同伴しこれを補佐。文久3年（1863年）藩命により長州藩に赴き、八月十八日の政変により朝廷を追われていた三条実美と面会、関係悪化する幕府と長州との仲介を依頼される。慶応2年（1866年）藩命を受け江戸藩邸の学校を監督し、藩の洋学生50名を率いて江戸に遊学させる。明治4年（1871年）広島大一揆（武一騒動）に際して藩主浅野長訓の命を受け民衆の説諭に回る。
明治4年（1871年）広島県初の新聞である「日注雑記」を創刊、小鷹狩元凱を助手として編集にあたる。明治6年（1873年）「日本志略」を出版。明治7年（1874年）上京し海軍兵学校の教官に就任、また麻布の我善坊に私塾を開き旧広島藩出身の子弟を教育。この当時の門弟には下瀬雅允などがいる。明治8年（1875年）「暗誦事類」を出版。明治12年（1879年）「明治小学」を出版。明治13年（1880年）旧広島藩出身者で共同出資し興芸社（現芸備協会）を設立。
明治14年（1881年）旧広島藩主浅野長勲が広島藩校学問所の流れをくむ私立浅野学校を修道学校（現：修道中学校・高等学校）と改名するに伴い、校長として招聘される。明治20年（1886年）修道学校を自宅敷地内に移し、海軍兵学校予備科、陸軍士官学校予備科などを併設。明治34年（1901年）死去。叙従六位。

## 著作
- 『日本志略』
- 『暗誦事類』
- 『明治小学』
- 『燈火余滴』
- 『血痕録』
- 『尺木集』
- 『十竹遺稿』

## 記念碑など
- 『十竹山田先生之碑』 - 広島市中区の修道中学校・高等学校内に所在。門人らにより1914年（大正3年）建立。撰文佐藤正、篆額加藤友三郎
- 『表忠碑』 - 東京都品川区の泉岳寺に所在。1868年（慶応4年）広島藩が赤穂浪士の墓を修復した際に建立。山田十竹が撰文。
- 『修路記』 - 広島市中区鶴見町（鶴見橋西詰北側）に所在。1890年（明治23年）に道路修復の記念として建立。山田十竹が撰文。被爆遺跡。
- 『土井百穀碑銘』 - 広島市西区の旭山神社境内に所在。1887年（明治20年）に教育者土井百穀の顕彰碑として建立。山田十竹が撰文。
- 『山田十竹先生像』 - 広島市中区の修道中学校・高等学校内に所在。1938年（昭和13年）学校創立200周年を記念して建立。